# Paz (Cerovlje)
 Paz  falu Horvátországban, Isztria megyében. Közigazgatásilag Cerovljéhez tartozik.

## Fekvése
Az Isztriai-félsziget közepén, Pazintól 14 km-re, községközpontjától 7 km-re északkeletre a Cerovlje–Boljun–Vranja út mellett fekszik.

## Története
Paz várát a 12. században említik először, amikor a boljuni uradalom részeként az aquileiai pátriárka birtoka volt. A korabeli dokumentumokban „Pas, Pass" később "Pasperc, Pasberg” alakban szerepel. A stratégiailag fontos magas dombon a Boljuni mező felett álló vár sasfészekként ellenőrizte a környező vidéket, melyre innen kitűnő kilátás nyílott. 1374-től a pazini grófsághoz tartozott, majd a 15. század végén a Habsburgok vazallusának a Waldersteineknek a birtoka lett. A 16. század elején a későbbi századok egyik legjelentősebb isztriai családjának a Barbóknak a tulajdona lett. A család isztriai hatalmának megalapozója Giovanni Bernardo Barbo az aquileiai pátriárka fivére és II. Pál pápa rokona volt. 1480-ban nőül vette Katarinát Martin Mojzević lányát és Pazban telepedett le. Leszármazottja Giorgio Barbo építtette 1529-ben a közeli Posrt tornyát, mely 1615 és 1618 között az uszkók háborúban semmisült meg. Paz várát 1570-ben Mesaldo Barbo újíttatta fel. Belac új nyári kastélyát pedig Daniele Barbo építtette. A településnek 1857-ben 415, 1910-ben 387 lakosa volt. Lakói mezőgazdasággal és állattartással foglalkoztak 2011-ben 74 lakosa volt.

## Lakosság
| Lakosság változása | Lakosság változása | Lakosság változása | Lakosság változása | Lakosság változása | Lakosság változása | Lakosság változása | Lakosság változása | Lakosság változása | Lakosság változása | Lakosság változása | Lakosság változása | Lakosság változása | Lakosság változása | Lakosság változása | Lakosság változása |
| ------------------ | ------------------ | ------------------ | ------------------ | ------------------ | ------------------ | ------------------ | ------------------ | ------------------ | ------------------ | ------------------ | ------------------ | ------------------ | ------------------ | ------------------ | ------------------ |
| 1857               | 1869               | 1880               | 1890               | 1900               | 1910               | 1921               | 1931               | 1948               | 1953               | 1961               | 1971               | 1981               | 1991               | 2001               | 2011               |
| 415                | 429                | 421                | 412                | 386                | 387                | 376                | 363                | 292                | 255                | 182                | 153                | 127                | 99                 | 79                 | 74                 |

## Nevezetességei
- Paz várkastélyának romja[4] a falu felett egy kis lapos dombon, a Boljunt és Pazint összekötő út mentén található. A történeti források először a 12. századból említik Pas, Paas, Pasperc és Passberg néven. Paz hamarosan fontos vvár lett, amelyet először az aquilei pátriárkák, majd az Eberstein család birtokoltak. 1374-től a pazini grófság része volt, és a Walderstein család birtokolta egészen a 17. századig, majd a Barbo család birtoka lett. 1570-ben Messaldo Barbo alaposan megújította, amit a közeli Belaj vár kápolnájában őrzött kőlap felirata is bizonyít.
- Mária mennybemenetele tiszteletére szentelt plébániatemploma 1579-ben épült a középkori templom helyén. 1893-ban és 1978-ban megújították. Legnagyobb értéke Baltazar Walderstein 1496-ból származó díszes gótikus szentségtartója. A templomban két díszes sírkőlap is található 1636-ból és 1700-ból.
- Szent Vid tiszteletére szentelt temploma[5] a településnek a Boljuni mező felett emelkedő magaslaton fekvő temetőjében található. A templomot 1461-ben építették két apszissal, bennük freskókkal melyeket még abban az évben Konstanzi Albert mester festett. A templom déli falában egy 1570-ből származó faragott szarkofág, Mesaldo Barbo anyjának Barbara Waldersteinnek a befalazott szarkofágja található.